# Elefantes Kakiemon
Os Elefantes Kakiemon são um par de figuras de porcelana japonesa do século XVII que se encontram no Museu Britânico Esses foram feitos por uma das oficinas cerâmicas de Kakiemon, homem que criou a primeira porcelana vitrificada esmaltada no Japão, e exportados inicialmente pela Companhia Holandesa das Índias Orientais. Acredita-se que esses itens tenham sido feitos entre 1660 e 1690 e estejam num estilo conhecido pelo nome do artífica, Kakiemon. Foram feitas perto Arita, Saga, no Japão, na ilha de Kyushu num momento em que o elefante-asiático não teria sido ainda visto no Japão.

## Descrição
As figuras são largamente baseados em elefantes asiáticos, mas diferem ligeiramente em alguns detalhes. Como o Rinoceronte de Dürer, esta é uma arte com base nas melhores informações disponíveis pelo artífices na época. Os artistas que criaram essas figuras nunca haviam visto um elefante real e tiveram que trabalhar com desenhos e esboços, possivelmente de fontes budistas. São feitos de porcelana esmaltada, que teria sido uma nova tecnologia no Japão (ainda era desconhecida na Europa) no momento em que foram feitas. Cada elefante tem 35,5 cm de altura, 44 cm de comprimento e 14,5 cm de largura. A novidade aí foi o esmalte branco que se chama nigoshide desenvolvido na cerâmica japonesa no século XVII. O nigoshide é conhecido por sua cor extremamente branca, sendo assim chamado em alusão ao resíduo que resta após a lavagem do arroz. O base branca foi decorada com a adição de característicos esmaltes coloridos em vermelho, verde, amarelo e azul.

## Origem

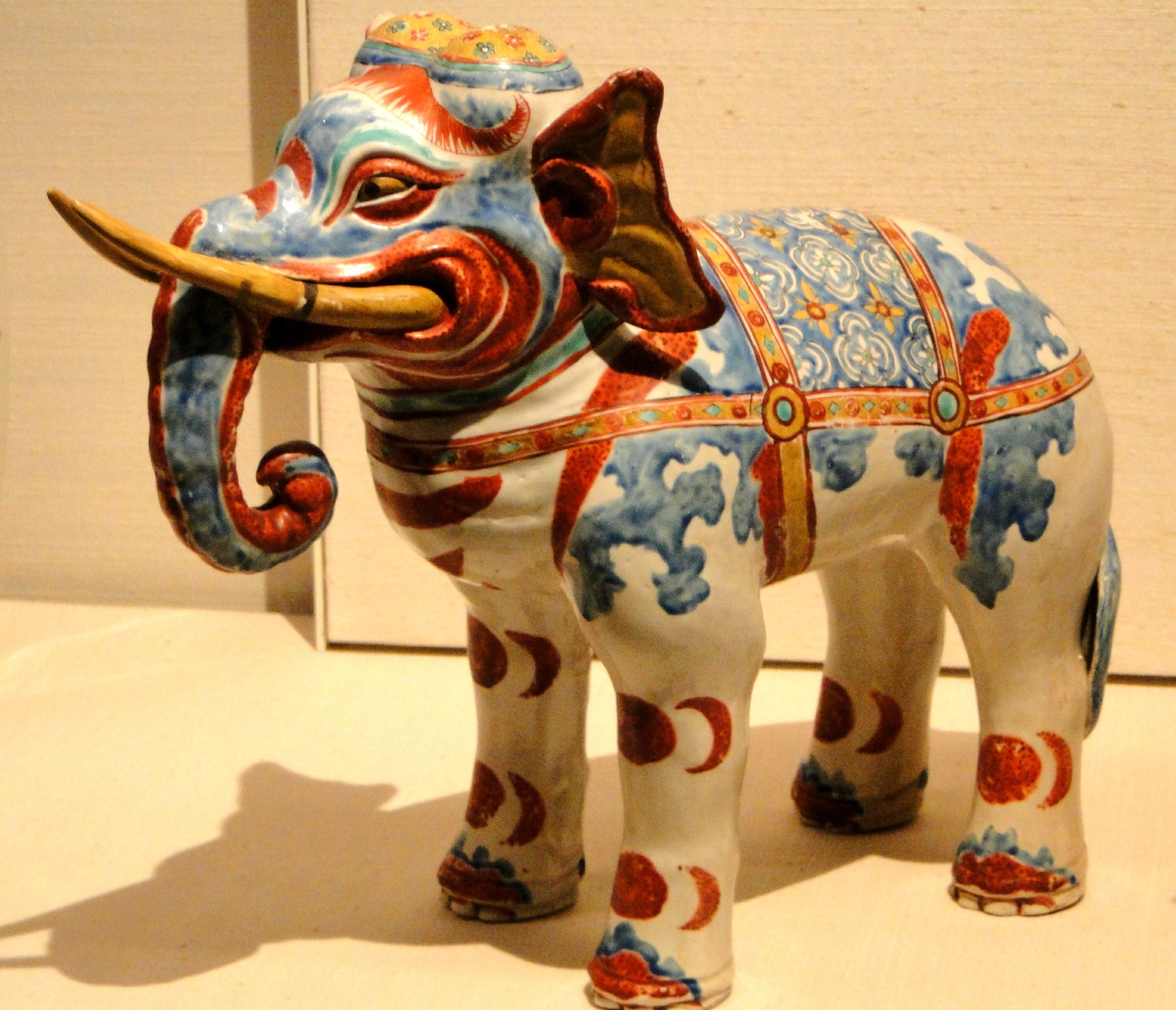
Imagem detalhada de um dos elefantes

Essas cerâmicas vieram da cerâmica do artífice Sakaida Kakiemonque viveu de 1596 a 1666. Trabalhou com Higashijima Tokuemon para criar este tipo de cerâmica agora tradicional e que foi copiada por outras indústrias similareas na área. Os descendentes de Kakiemon continuaram esse estilo de porcelana, mas essa veio a cair em desuso e foi mais tarde revivido por um descendente da décima segunda geração, Sakaida Shibonosuke. Peças Kakiemon foram exportadas para a Europa pela já citada Companhia Holandesa das Índias Orientais através dos portos de Imari e Amesterdã. Esse foi um importante inicial marco do comércio entre nações distante. A Inglaterra tentou estabelecer uma "fábrica" (isto é, uma posição comercial) no Japão em 1613 sob um acordo entre o rei James I e o shogun Tokugawa Hidetada, mas a iniciativa foi abandonada em 1623.
Os elefantes estão agora no Museu Britânico, como parte da coleção doada por Sir Harry Garner.

## Importância
O surgimento de porcelana esmaltada nas proximidades de Arita, em Kyushu, começou com o estilo da decoração Kakiemon em esmaltes coloridos sobre-esmaltados em tom neutro. O sucesso dos japoneses na cerâmica foi devido à decadência da indústria chinesa desde a Dinastia Ming até ter sido restabelecida sob a dinastia Qing. No entanto, mesmo nesse breve período, os trabalhos Kakiemon surgiram com uma nova técnica e novo estilo. Considera-se que esses elefantes foram feitos em 1660 a 1690 por moldagem e restos de moldes em forma de elefante quebrados foram encontrados em escavações modernas em Arita. A porcelana Meissen, que foi desenvolvida no século XVIII, é considerada como fortemente influenciada pelas importações japonesas de Kakiemon.
O esmalte branco leitoso chamado nigoshide, desenvolvido por Kakiemon, não foi continuado no final do período Edo. No entanto, a técnica foi redescoberta em 1953 por Sakaida Kakiemon XII (1878-1963) e Sakaida Kakiemon XIII (1906-1982) e foi declarada "Importante Ativo Cultural Intangível" do Japão em 1971. A porcelana Kakiemon é atualmente feita sob o décimo quarto Sakaida Kakiemon.
Existem poucos artefatos como esse par de elefantes, embora exista um elefante similar (c.1680) no Groninger Museum na Holanda e outro no Museu Fitzwilliam em Cambridge.

## Uma História do Mundo em 100 Objetos
Essas esculturas foram apresentada em A History of the World in 100 Objects, uma série de programas de rádio que começaram em 2010 como uma colaboração entre a BBC e o Museu Britânico. Museum.